# قلعة كشيت
قلعة كشيت هي قلعة تاريخية تعود إلى عصر الدولة السلجوقية، وتقع في مقاطعة كرمان.